# Hugh Stanislaus Stange
Hugh Stanislaus Stange (New York, 28 giugno 1894 – Miami, gennaio 1966) è stato uno scrittore, compositore e regista statunitense.

## Biografia
Figlio del commediografo di origine britannica Stanislaus Stange (1894–1966), Hugh Stanislaus Stange nacque a New York il 28 giugno 1894.

## Filmografia

### Sceneggiatore
- A School for Husbands, regia di George Melford (1917)
- The Girl in the Taxi, regia di Lloyd Ingraham (1921)
- Notti di New York (New York Nights), regia di Lewis Milestone (1929)
- Il cammello nero (The Black Camel), regia di Hamilton MacFadden (1931)
- She Wanted a Millionaire, regia di John G. Blystone (1932)
- After Tomorrow, regia di Frank Borzage - soggetto (1932)
- Young Bride, regia di William A. Seiter (1932)
- Seventeen, regia di Louis King (1940)

## Spettacoli teatrali
- The Girl in the Taxi